# Explosionskatastrophe in Prüm

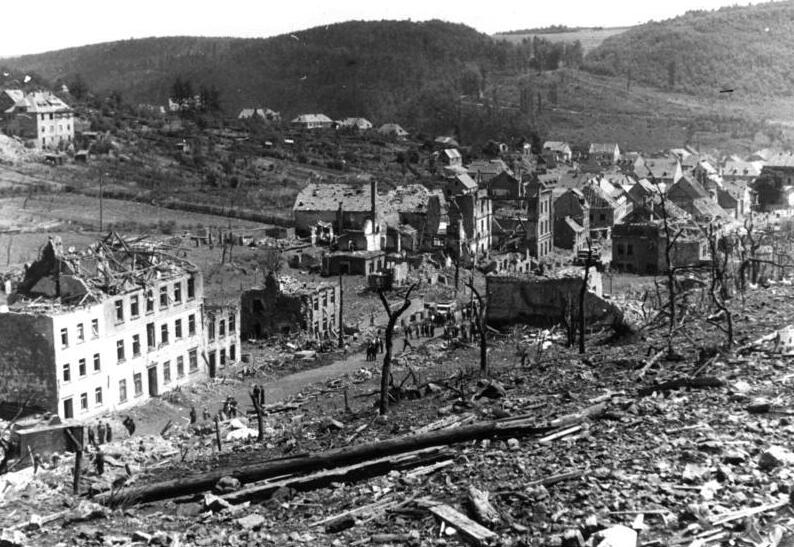
Das zerstörte Prüm nach der Explosionskatastrophe von 1949

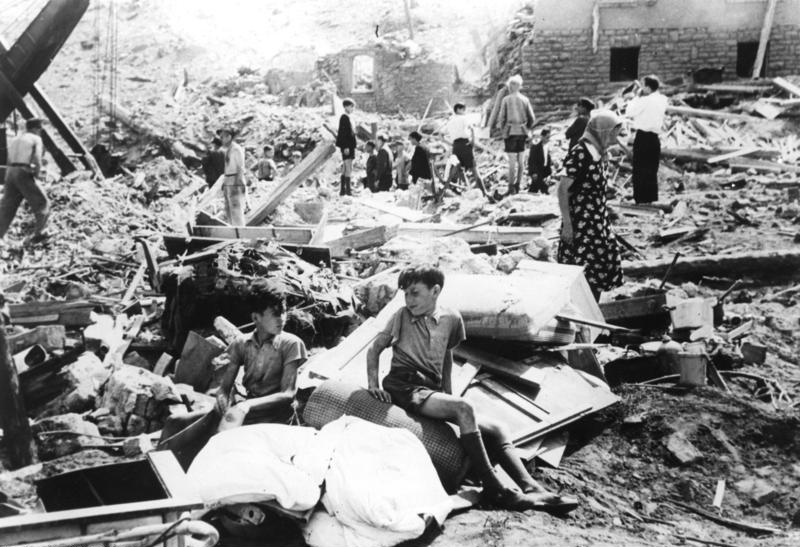
Die Prümer Bevölkerung bei der Suche nach Habseligkeiten in den Trümmern

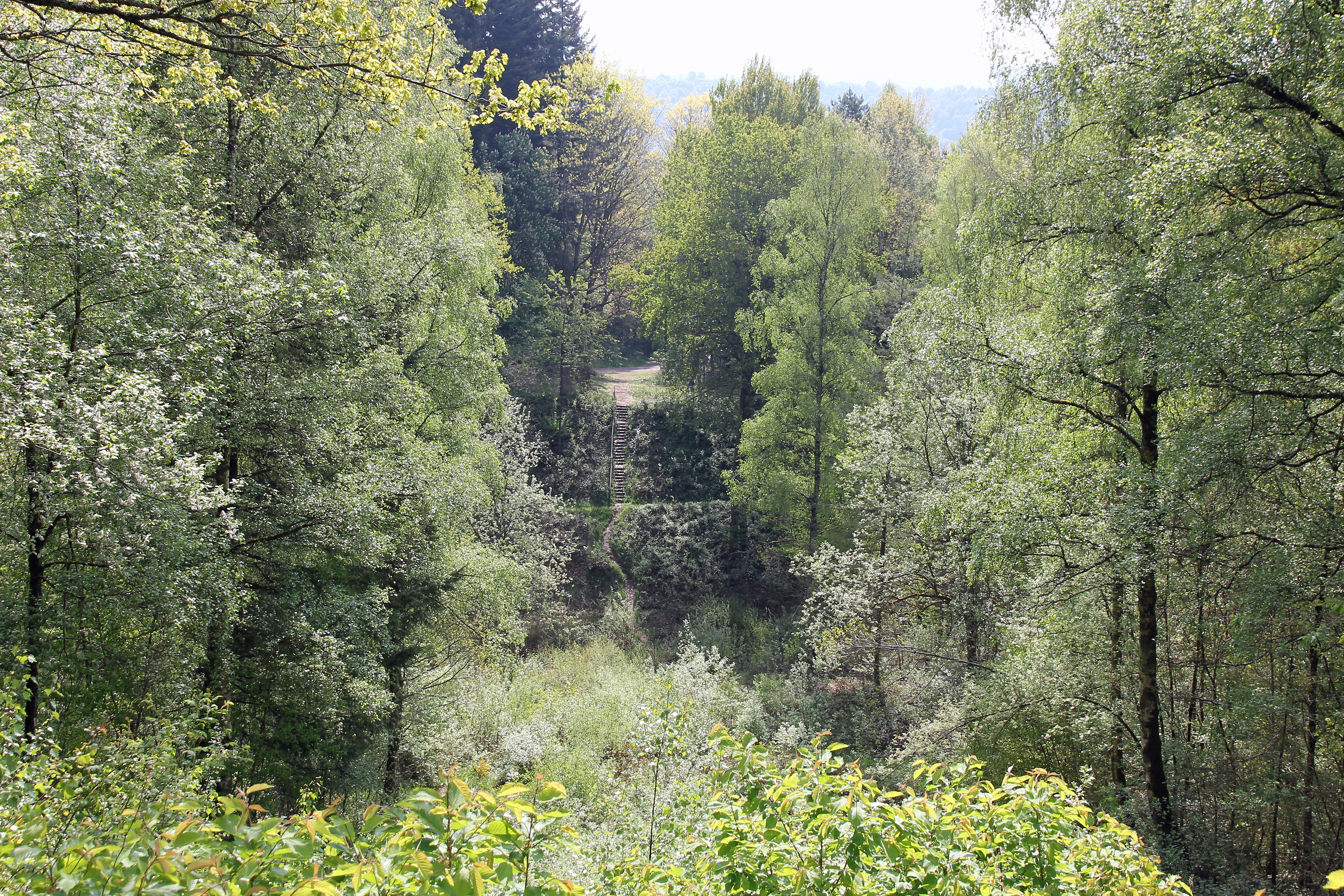
Der Explosionskrater, gesehen vom Gedenkkreuz auf dem Kalvarienberg

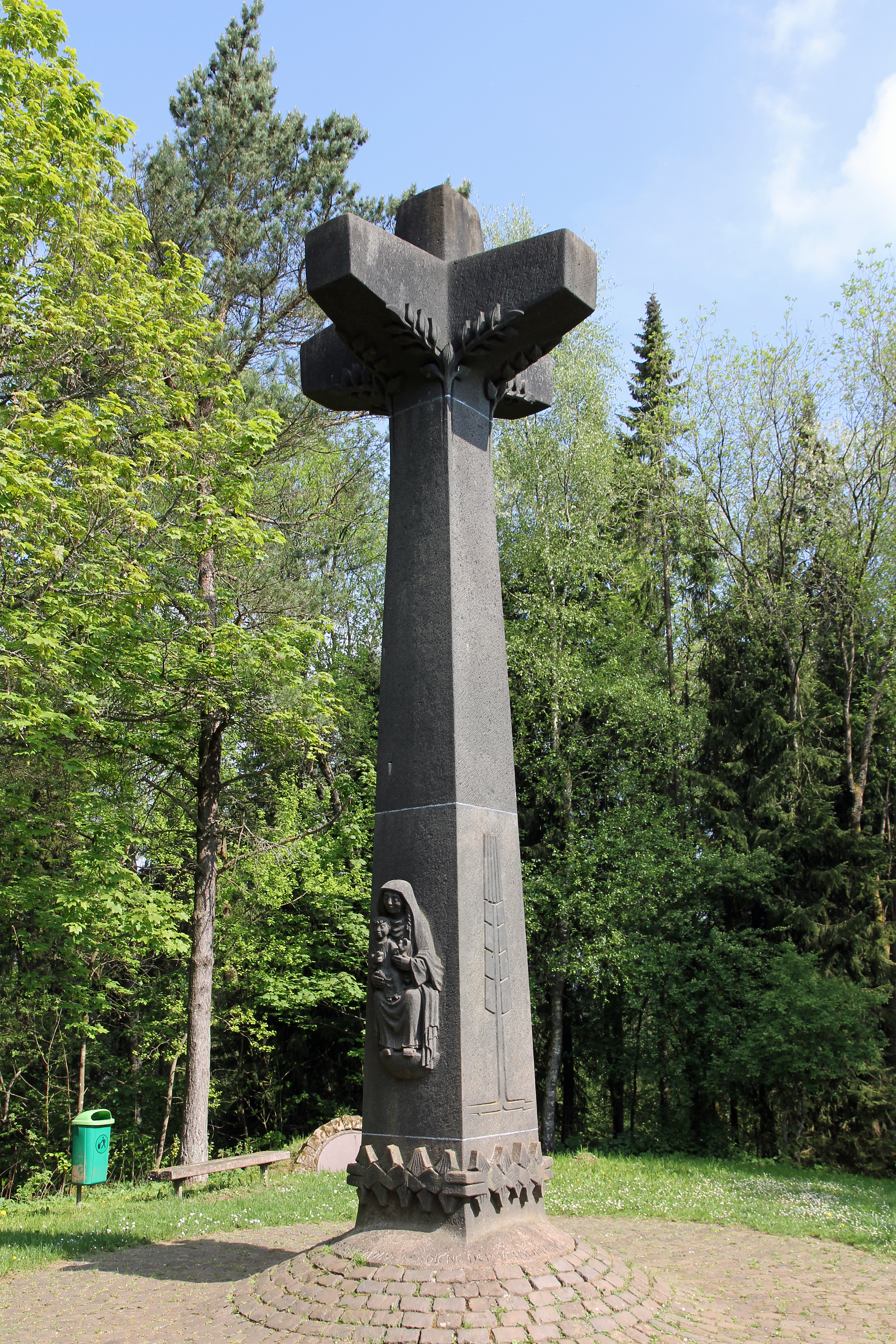
Das Gedenkkreuz auf dem Kalvarienberg

Bei der Explosionskatastrophe in Prüm detonierte am 15. Juli 1949 ein Munitionslager im Kalvarienberg nordwestlich der Stadt. Die Ursache der Explosion, bei der weite Teile von Prüm in der Eifel zerstört oder schwer beschädigt und 12 Menschen getötet wurden, konnte nie geklärt werden. Der bis heute sichtbare Explosionskrater ist einer der größten, die von Menschenhand verursacht wurden. Auf dem Kalvarienberg erinnert ein Gedenkkreuz an die Opfer der Katastrophe.

## Geschichte
Bei der Errichtung des Westwalls war 1939 im Kalvarienberg ein Bereitschaftsbunker der Wehrmacht angelegt worden. Der Hohlgangbunker lag 20 bis 30 Meter tief unter der Bergkuppe und bestand aus einem 100 und einem 60 Meter langen Stollen. Nach dem Zweiten Weltkrieg deponierte die französische Besatzungsarmee dort 500 Tonnen Munition, die zur Sprengung der Westwallbefestigungen dienen sollte. Die Prümer Bevölkerung wusste um diese Einlagerung und war darüber besorgt.
Am 15. Juli 1949 kam es zu einem Brand im Bunker. Die Prümer Freiwillige Feuerwehr löste kurz vor 19 Uhr Feueralarm aus und versuchte, das Feuer zu löschen, konnte aber in den tiefen Stollen nicht bis zum Brandherd vordringen. Es gelang noch rechtzeitig, sie abzuziehen und große Teile der Bevölkerung aus Prüm zu evakuieren, was vielen Menschen das Leben rettete. Gegen 20:22 Uhr explodierte das Munitionslager. Dabei wurden 250.000 m³ Steine, Erde und Bunkertrümmer in die Luft geschleudert, die auf Prüm niedergingen. Zwölf Menschen wurden getötet, 15 Menschen schwer oder leicht verletzt, 965 Personen wurden obdachlos. Die Wasserversorgung brach zusammen, die Telefonleitungen und ein Teil der Straßenverbindungen waren völlig zerstört. Das Krankenhaus, die Schule und die Post sowie zahlreiche Wohnhäuser lagen in Trümmern. Der Explosionskrater hatte eine Größe von 190 × 90 Metern und war über 20 Meter tief. Die Explosion wurde sogar von Erdbebenwarten registriert.
Dies war die zweite Zerstörung von Prüm in kurzer Zeit, nachdem die Stadt zuvor bei Luftangriffen und Bodenkämpfen im Zweiten Weltkrieg zu 92 Prozent zerstört worden war. Da Prüm bis 1949 noch nicht vollständig wieder aufgebaut war, lebten 900 seiner früheren Einwohner immer noch außerhalb der Stadt.
Nach der Explosionskatastrophe kamen der Stadt die luxemburgische Armee aus der Garnison in Bitburg und die französische Armee mit Sanitätsabteilungen zu Hilfe. An den Rettungsaktionen waren auch die Feuerwehren und Mannschaften des Roten Kreuzes aus der ganzen Eifel sowie aus Koblenz und Neuwied beteiligt. Ministerpräsident Peter Altmeier und Minister Johann Junglas eilten noch in der Nacht in das Katastrophengebiet. Die Anteilnahme des Landes war sehr groß und so konnte mit Hilfe von Spenden die Stadt wieder aufgebaut werden.
Die Ursache des Unglücks, das in Prüm und Umgebung Verwüstungen anrichtete, konnte nie aufgeklärt werden. Die Vermutung, dass es sich um einen Sabotageakt gehandelt habe, hielt sich auch 60 Jahre später noch in Teilen der Bevölkerung. Ende der 1990er Jahre versuchte Verteidigungsminister Rudolf Scharping zusammen mit dem französischen Nationalarchiv ohne Erfolg eine Erklärung zu finden.
Auf dem Kalvarienberg erinnert seit 1979 ein sieben Meter hohes, von dem Künstler Johann Baptist Lenz aus Oberkail geschaffenes Gedenkkreuz aus Basalt an die Explosionskatastrophe.